# Asteroide Arjuna
Gli asteroidi Arjuna (da un vocabolo indiano) sono una classe di asteroidi del sistema solare la cui orbita è molto simile a quella terrestre, ovvero caratterizzata da una bassa inclinazione orbitale sull'eclittica, da un periodo orbitale prossimo all'anno terrestre, e da una bassa eccentricità orbitale.
La definizione è a volte confusa e comprende gli oggetti appartenenti alle tre famiglie Apollo, Amor e Aten.

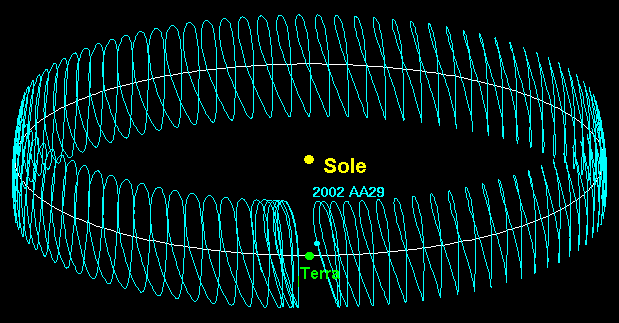
Orbita dell'asteroide 2002 AA29 vista dalla Terra, la cui rivoluzione dura 95 anni

Gli asteroidi di tipo Arjuna sono molto rari, ma di grande interesse per via della Delta-v estremamente bassa necessaria per raggiungerli da Terra.
Si noti che non esiste nessun asteroide chiamato Arjuna, sebbene in generale le famiglie di asteroidi siano battezzate con il nome di un eponimo: 1862 Apollo, 1221 Amor, 2062 Aten, e così via.
Come detto sono una sottoclasse delle tre famiglie di asteroidi Amor, Apollo e Aten chiamati Amor1, Apollo1 ed Aten1, con una dimensione dell'asse maggiore dell'orbita che si avvicina a 1 U.A..
I suoi membri hanno un'albedo di valore basso che varia da 0,05 a 0,09 e riportano un forte valore di assorbimento nell'ultravioletto con lunghezze d'onda inferiori a 0,4 micron; la cui causa deriva dall'idratazione dell'acqua presente nel materiale superficiale.
A causa della loro vicinanza, bassa eccentricità ed inclinazione dell'orbita risultano essere quelli con la possibilità più elevata di poter collidere con la Terra; d'altra parte c'è da considerare che grazie a queste loro peculiarità, fra tanti, sono i più facilmente raggiungibili dal nostro pianeta perché in un prossimo futuro possano essere sfruttati per le loro risorse minerarie, anche perché molto bassa risulta essere la velocità di fuga: per esempio per un asteroide di 100 m di diametro essa è inferiore a 0,2 metri al secondo.